# Khirbet al-Deir
Khirbet al-Deir (en arabe : خربة الدير) est un village palestinien de Cisjordanie, situé à 10 km au sud-est de Bethléem. Il est rattaché au gouvernorat de Bethléem et compte 1 564 habitants en 2006.
Khirbet al-Deir est occupé par l'État israélien depuis la guerre des Six Jours en 1967. En 1967, on y dénombre 301 habitants d'après le recensement conduit par les autorités israéliennes.